# ثنية لفت
ثنية لفت أو عقبة السويق أو عقبة السكر أو ثنية خليص : مسلك ودرب قديم للقوافل في الطريق ما بين مكة والمدينة. وهي من المسالك الوعرة والشاقة، تقع بين خليص المرحلة الثالثة وقديد المرحلة الرابعة. مر بها الرسول ﷺ في طريق هجرته من مكة المكرمة إلى المدينة المنورة.
وقد وصف الرحالة ثنية لفت بقولهم: «(عقبة في جبل صغير، كثيرة الرمل وليست بطويلة، ولكنها شاقة، تغطي الرمال جانبها المنحدر بكثافة، وتقوم على قمتها أنقاض قديمة لبناء كبير، وتحد الجدران الطريق من الجانبين لمنع تجمُّع الرمال بكثافة، وهي غاية في الصعوبة على الجمال والرجال، لا سيما من صعدها في زمن الحر، تدخل فيها أرجل الإبل والبهائم إلى الساق)».